# The Spitfire Collection
A The Spitfire Collection a Testament nevű thrash metal együttes ötödik válogatásalbuma, amely 2007-ben jelent meg és a zenekar Spitfire Recordsnál töltött 10 évét foglalja össze.

## Dalok
1. The New Order (live 1995) – 4:28
2. Souls of Black (live 1995) – 3:39
3. Practice What You Preach (live 1995) – 4:45
4. Hatred's Rise – 3:16
5. The Burning Times – 5:16
6. John Doe – 3:12
7. Careful What You Wish For – 3:30
8. Down for Life – 3:24
9. Riding the Snake – 4:15
10. Over the Wall (re-recorded 2001) – 4:20
11. The Preacher (re-recorded 2001) – 3:29
12. Into the Pit (live 2005) – 2:55
13. Trial by Fire (live 2005) – 4:27
14. Disciples of the Watch (live 2005) – 4:54

## Közreműködők
- Chuck Billy – ének
- Eric Peterson – gitár, szólógitár

- James Murphy – szólógitár (1-3. és 7-9. dal)
- Alex Skolnick – szólógitár (10-14. dal)

- Greg Christian – basszusgitár (1-3. és 12-14. dal)
- Derek Ramirez – basszusgitár (4-6. dal)
- Steve DiGiorgio – basszusgitár (7-11. dal)

- Jon Dette – dob (1-3. dal)
- Gene Hoglan – dob (4-6. dal)
- Dave Lombardo – dob (7-9. dal)
- John Tempesta – dob (10-13. dal)
- Louie Clemente – dob (14. dal)

## Külső hivatkozások
- Testament hivatalos honlap
- Testament myspace oldal